# زیب مگسی
میر گل‌محمدخان تمندار زیب مگسی از بزرگترین سخنوران پارسی‌گوی بلوچ است که در سال ۱۸۸۳ م. در جَهْل مگسی در بلوچستان پاکستان به دنیا آمد و در سال ۱۹۵۳ م درگذشت. او به فارسی، اردو و سندی شعر سروده اما بیشتر اشعار او به زبان فارسی است.
حایگاه این شاعر در پاکستان و تاجیکستان به اندازه ای است که به گفته دکتر مدصوم کاسی دیوان زیب در مدرسه های تاجیکستان همراه با دیوان حافظ و دیوان دیگر شعرای فارسی تدریس می شود و یک
زیارتگاه به نام تکیه گاه زیب، نیز آنجا مورد توجه مردم است.
او از مردم ثروتمند، بانفوذ و از سرداران به‌نام بود. مگسی  نام طایفه او است که یکی از طوایف بزرگ بلوچستان پاکستان است و تیره‌ای از آن طایفه را تمندار می‌نامند.

## آثار
- کلیات زیب: شامل:
  - زیب‌نامه
  - دیوان عجیب
  - دیوان بحور
  - دیوان صنایع
  - دیوان مفردات
- خزینةالاشهار (مخمسات زیب).